# ワールド・ヨーヨー・コンテスト
ワールド・ヨーヨー・コンテスト（英語：World Yo-Yo Contest、略称：WYYC、日本語：世界ヨーヨー選手権大会）は、競技ヨーヨーの世界大会である。オンライン世界大会であるオンライン・ワールド・ヨーヨー・コンテストについても後述する。参加国は日本、アメリカをはじめ30ヶ国を超える。

## 歴史
1932年のロンドンにて、第一回目となるヨーヨーの“世界大会”が開催され、ハービー・ロウが優勝したことが確認されている。運営母体や競技内容など、現在行われている世界大会との関連性はないが、2015年世界大会のパンフレットなどでは初代優勝者として記載されている。
1970年代に、コカ・コーラ社が日本のみならず世界各国でいわゆる「ヨーヨーチャンピオン」を派遣し、ヨーヨーを用いたコーラのプロモーションが展開された。コカコーラヨーヨーを用いたプロモーションは大成功を収めたが、ヨーヨー自体はブームの収束と共に姿を消し、文化や競技として定着するまでには至らなかった。
現在行われている世界大会は、1992年にデール・オリバーらの呼びかけにより、トラックの荷台をステージにして数十人が集まって世界大会を自称したところから始まったとされている。この大会では「フリースタイル演技」という概念が初めて取り入れられ、競技ヨーヨーとしての下地が作られた。また、コカコーラヨーヨー時代などで見られた、「プロモーションのために作られた」チャンピオンから、「実力で勝ち取る」チャンピオンにその価値が置き換わったことも特筆すべきだろう。1992年以降は、細々ながらも毎年開催されるようになり、1998年には国際ジャグラーズ協会（略称：IJA）が開催する大会の一種目として開催されるなど、定着の兆しを見せ始めた。
1996年にはアメリカでヨーヨーブームが起こり、さらに翌年には日本でバンダイの「ハイパーヨーヨー」が社会現象となるほどの大ブームとなる。そのブームが海外にも広がる形で、世界大会の規模が急激に拡大することとなった。ハイパーヨーヨーブームのピークを迎える1999年には、史上最大規模となるヨーヨーの世界大会がハワイで開催され、ハイパーヨーヨーで育った日本勢が多数出場し、彼らが上位を占める結果となった。
ブームが過ぎ去った2000年からは、適切な大会規模に縮小されたうえでフロリダ州にて開催されるようになり、2001年から2013年までフロリダ州オーランドのローゼンプラザホテルで毎年開催された。
2013年2月には、世界各国のオーガナイザにより国際ヨーヨー連盟が設立、世界大会を世界各国で開催することが決定。2014年はチェコ共和国（プラハ）、2015年は日本（秋葉原）、2016年はアメリカ合衆国（クリーブランド）、2017年はアイスランド（レイキャヴィーク）、2018年は中国（上海）、2019年はアメリカ合衆国 (クリーブランド) で開催された。2020年にはハンガリー (ブダペスト) で開催予定であったがCOVID-19の影響で2021年に延期され、その後開催中止となった。2022年には日本での開催予定だったが、COVID-19の影響で2023年に延期され、大阪で開催された。

## 開催競技・部門

### 現在開催されている部門

#### 世界タイトルを有する部門
以下に示す6部門の優勝者がヨーヨー世界チャンピオンとなる。

##### フリースタイル競技
音楽に合わせて規定された時間フリースタイルを行う競技である。実行されたトリックの成否・難易度・リスク・バリエーションを評価する「技術実行点」、フリースタイルの出来栄えを8部門で評価する「フリースタイル評価点」、およびヨーヨーの停止・放棄（ストリングが絡まったことによる交換など）・切断（ストリングの切断・分解など）・飛散（ヨーヨーが審査員席後方の客席に飛ぶこと）による「特別減点」の総和によって最終得点が決定する。「飛散」の場合は失格となる。
ワイルドカード、予選、準決勝、決勝の4ラウンドからなり、それぞれを通過すると次のラウンドへ進むことができる。競技時間はそれぞれ30秒、1分、1分半、3分である。ワイルドカードのみ、「技術実行点」のみによって採点される。世界各国で行われる全国大会で一定の成績を修めた者は、その成績に応じて予選または準決勝にシードされる。前回ワールド・ヨーヨー・コンテストで優勝した者は決勝にシードされる。
プレイスタイルによって以下の5部門に分かれている。
- 1A（シングルハンドストリングトリック）部門（1992年-）
- 2A（ツーハンドルーピングトリック）部門（1998年-）
- 3A（ツーハンドストリングトリック）部門（2003年-）
- 4A（オフストリング）部門（2003年-）
- 5A（カウンターウェイト）部門（2003年-）

##### AP (アート＆パフォーマンス) 部門
ヨーヨーの技術ではなく、主としてパフォーマンスで評価される部門である。パフォーマンスの主な部分はヨーヨーである必要があるが、プレーヤーはパフォーマンスのためにヨーヨーを自由に使用することができる。安全上の問題を除いては小道具を自由に持ち込むことができ、プレーヤーの人数にも制限はない。
4分以内の事前提出ビデオによる事前審査と、その演技を大会会場で実際に行う最終ステージパフォーマンスの2ラウンドからなる。
グランプリ賞（この賞を得たプレーヤー・チームが世界チャンピオンとなる）、クリエイティビティ賞、芸術賞、エンターテインメント賞の4つの賞があるが、フリースタイル部門と異なり、審査員の判断によって各賞は授与されないこともある。
クリエイティビティ賞「音楽に合わせてヨーヨーのトリックを行う」ということを超えて、パフォーマンスにおいて独創性を示したプレーヤー・チームに与えられる賞。
芸術賞パフォーマンスにおいて高レベルの美しさ・表現を示したプレーヤー・チームに与えられる賞。
エンターテインメント賞パフォーマンスにおいて観客を楽しませたプレーヤー・チームに与えられる賞。

#### 世界タイトルを有しないエキシビション
近年では、出場者を限定したフリースタイル競技が行われている。プレイスタイルは1A～5Aから選択できる。
- Women部門（2014年-）　女性限定
- Over-40部門（2015年-）　40歳以上
  - Master Class(2023年-) 元世界チャンピオン、全国チャンピオン、過去のトップランカーが参加できるクラス
  - Open Class(2023年-) Master Class出場権のない者が出場できるクラス

#### その他のヨーヨーを使った部門、コンテスト
- ラダー部門（2000年-2014年）、MASTER OF TRICKS（2015年-）

予告されている技を正確に行う規定部門。年齢や参加部門などで複数の表彰区分がある。スポーツラダー部門（S部門）と呼ばれることもある。2015年に競技内容が改定され、名称もMASTER OF TRICKSに変更になった。
- Modsコンテスト（2001年-）

既製のヨーヨーに独自の改造・ペイントを施したものや、フルスクラッチ（完全自作）で開発したヨーヨーを、独創性・芸術性・競技性などの観点で評価・表彰する部門。
- Iron Mods（2005年-）

制限時間内にありあわせの部品を組み合わせ、会場に設置された旋盤などの工作機械を使って課題に沿ったヨーヨーを作る部門。競技名と内容は料理の鉄人を基にしている。対決形式で行われ、製作の模様は自由に見学できる。2015年は「60分以内に３種類のヨーヨーを作る」「100円ショップで購入できるものを使う」「3Dプリンターで作られた素材を使う」というルールだった。

### 過去に存在した正式部門

#### フリースタイル競技
- シニア部門 (1993年-？)
- アマチュア部門（1993年-）
- マスターズ・フリースタイル部門（-1997年）

1A部門と同義である。
- グランド・チャンピオンシップ部門（1992年-1997年）

2A部門と同義である。これは当時のヨーヨーの基本性能が低かったことから来る「片手で1個よりも両手で2個ヨーヨーを扱うほうが難しい」という観念に基づいている。
- チーム部門（1999年-2001年）

１人では出来ない複数人ならではのプレイスタイルを評価する部門。現在はAP部門でチームでの参加が認められている。
- X部門（2000年-2002年）

部門名のエックスはeXtremeに由来する。1A・2A部門に属さないプレイスタイルを評価するために仮設されたが、2002年を最後に発展的解消を果たし、3A・4A・5A部門が創設された。通常のフリースタイル競技と同様、3分以内の演技を行うものだったが、2002年のみ4分以内であった。
- コンバインド部門（2006年-2009年）

CBと略されることがある。1分30秒以内の演技を1回として、それぞれ異なるプレイスタイルで3回（3日間）に分けて行われ、総合得点で最終順位を決定する。1日目は2種類のプレイスタイルとして、エアリアル（4A・5Aスタイル。混合可）かデュアル（2A・3Aスタイル。混合可）のいずれかを選択して演技し、2日目はもう片方のプレイスタイルで演技する。1日目と2日目は累積得点で足切りが行われ人数が絞られる。3日目は純粋な1Aスタイルで演技し、3日間の合計得点で最終順位が決定する。

#### フリースタイル以外の競技
- マスター部門（？年-1997年）

規定されたトリックを行うもので、ラダー（規定）部門とほぼ同義。

#### ヨーヨー以外の開催競技
ヨーヨー以外のスキルトイを使った競技も開催されていた。
- スピントップ部門（2000年-、2002年は未開催、-2019年[16]）
- スピントップラダー部門（2013年）
- ディアボロ部門（2007年-2012年）
- ディアボロラダー部門（2006年-2011年）

## オンライン・ワールド・ヨーヨー・コンテスト
オンライン・ワールド・ヨーヨー・コンテスト（英語：Online World Yo-Yo Contest、略称：OWYYC)は、国際ヨーヨー連盟が開催する競技ヨーヨーのビデオコンテストである。OWYYCで優勝しても「世界チャンピオン」とはならず、あくまで「オンライン世界大会の優勝者」として扱われる。

### 開催の経緯
COVID-19の影響により、2020年、2021年、2022年はワールド・ヨーヨー・コンテストが開催されなかった。ワールド・ヨーヨー・コンテストが開催できない間、プレイヤーにヨーヨーの技術を披露する機会を提供するために、オンライン・ワールド・ヨーヨー・コンテストが開催されることとなった。2023年は大阪でワールド・ヨーヨー・コンテストが開催されたが、それ以降も現地に行く余裕のないヨーヨープレイヤーのために開催される。

### 開催競技・部門[19]

#### フリースタイル競技
1Aから5Aの5部門からなる。フリースタイルを行ったビデオによって、「技術実行点」「フリースタイル評価点」「特別減点」で採点される。予選では1分間、決勝は2分間のフリースタイルを行う。各部門において優勝者はワールド・ヨーヨー・コンテストの準決勝にシードされるほか、上位10人が予選にシードされる。各部門の優勝者と、およびワールド・ヨーヨー・コンテストに出場したことのない参加者の中で最も順位の高かった者は、次回ワールド・ヨーヨー・コンテストへの旅費が賞として与えられる。

#### AP (アート＆パフォーマンス) 部門
ワールド・ヨーヨー・コンテストのAP部門と同様に、ヨーヨーのパフォーマンスで評価される部門である。3分以内のビデオによって審査され、グランプリ賞、エンターテインメント賞、アーティスティック賞、クリエイティビティ賞の各賞が与えられる(審査員の判断によっては各賞は与えられない場合もある)。

#### 参加に資格が必要なフリースタイル競技
1A～5Aからスタイルを選択し、2分間のフリースタイルを行う。
- Over 40 Freestyle
- Women's Freestyle